# Laprida (partido)
Pour la capitale, voir Laprida.
Laprida est un partido de la province de Buenos Aires fondée en 1889 dont la capitale est Laprida.